# Blatnický potok
Blatnický potok je pravostranný přítok řeky Doubravy v okrese Havlíčkův Brod v Kraji Vysočina. Délka toku činí 6,6 km. Plocha povodí měří 11,5 km².

## Průběh toku
Potok pramení v osadě Chloumek, na jihovýchodním úbočí Spálavy (663 m n. m.), v nadmořské výšce okolo 610 m. Na horním toku teče na jihozápad hlubším zalesněným údolím. Po opuštění lesa se Blatnický potok stáčí na západ k Předboři. Mezi Předboří a Jeníkovcem je část jeho vod svedena do bezejmenného přítoku Doubravy, který směřuje zprvu na jihozápad k Blatnici a odtud dále na západ k Hranicím u Malče. Hlavní tok teče na západ k Jeníkovci a poté k Malči, kde u místního zámku napájí Zámecký rybník. Pod Malčí, nedaleko soutoku s Doubravou, zadržuje vody potoka další rybník, jehož název je Hluboký Maleč. Do řeky Doubravy se Blatnický potok vlévá na jejím 54,4 říčním kilometru, na severovýchodním okraji Vísky, v nadmořské výšce okolo 380 m.

### Větší přítoky
Největším přítokem Blatnického potoka je bezejmenný pravostranný přítok na 0,8 říčním kilometru, který přitéká od Dolní Lhotky. Délka jeho toku činí 2,6 km.